# Murksi
Murksi – wieś w Estonii, w prowincji Harju, w gminie Kuusalu.